# Перес, Томас
Томас Эдвард Перес (англ. Thomas Edward Perez, род. 7 октября 1961, Буффало, штат Нью-Йорк) — американский политический и государственный деятель, юрист, министр труда США (2013—2017), председатель Национального комитета Демократической партии США (2017—2021).

## Биография
В 1983 году Перес получил степень бакалавра в Брауновском университете, а в 1987 году — степень магистра по специальности «публичная политика» в школе государственного управления имени Джона Ф. Кеннеди и доктора юриспруденции (Juris Doctor) школы права Гарвардского университета. Впоследствии Перес шесть лет преподавал клиническое право в школе права Мэрилендского университета (Балтимор), а также являлся приглашённым профессором школы общественного здравоохранения (Milken Institute School of Public Health) университета имени Джорджа Вашингтона в Вашингтоне.

### Профессиональная карьера
С 1988 по 1995 год Томас Перес являлся заместителем помощника генерального прокурора США по гражданским правам, с 1995 по 1998 год — специальный советник сенатора США от штата Массачусетс Эдварда Кеннеди, с 1999 по 2001 год — директор Офиса по гражданским правам Министерства здравоохранения и социальных служб США. В 2002—2005 годах состоял в окружном совете Монтгомери (штат Мэриленд), с 7 декабря 2004 по 6 декабря 2005 года председательствовал в окружном совете. 23 января 2007 года стал исполняющим обязанности министра труда, лицензирования и регулирования штата Мэриленд, с 15 марта 2007 по 7 октября 2009 года — министр труда Мэриленда. В 2008—2009 годах состоял в переходной команде по формированию администрации Обамы-Байдена.
В октябре 2009 года Перес назначен помощником генерального прокурора США по обеспечению гражданских прав (United States Assistant Attorney General for Civil Rights). Генеральный прокурор Эрик Холдер вскоре поручил ему осуществление контроля над выплатой положенных займов представителям меньшинств, а также проведение в жизнь акта 1968 года о правах покупателей и арендаторов жилья (Fair Housing Act).
По распоряжению Холдера Перес также принимал участие в расследовании инцидента 26 февраля 2012 года в Санфорде (Флорида), где участник добровольного «соседского патруля» Джордж Циммерман застрелил (по его словам, в целях необходимой обороны) безоружного чернокожего подростка Трэйвона Мартина.

### Политическая карьера
Впоследствии президент Обама назначил Переса министром труда, и 23 июля 2013 года тот, принеся присягу, вступил в должность (он стал 26-м министром труда в истории США).
В феврале 2017 года избран главой Нацкомитета Демократической партии США (в голосовании участвовали 400 выборщиков, Перес опередил своего соперника Кита Эллисона на 35 голосов).
21 января 2021 года новый президент-демократ Джо Байден инициировал избрание нового председателя Национального комитета — Джейми Харрисона.

## Личная жизнь
Томас Перес женат на Энн Мари Стоденмайер (англ. Ann Marie Staudenmaier), у супругов есть трое детей.